# Apogon dispar
Apogon dispar är en fiskart som beskrevs av John Fraser och Randall, 1976. Apogon dispar ingår i släktet Apogon och familjen Apogonidae. Inga underarter finns listade i Catalogue of Life.